# Konens Høj

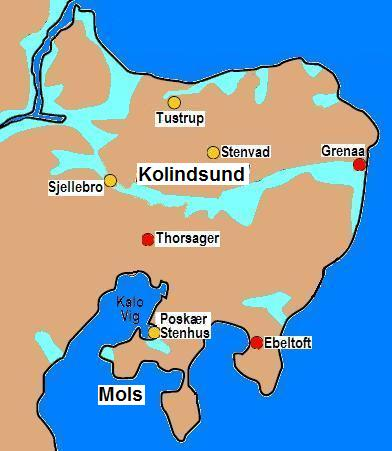
Der Stubbeseefjord, nördlich von Ebeltoft – hellblau

Der Konens Høj ist ein natürlicher Hügel, der aus dem flachen Gebiet nahe dem westlichen Ufer des Stubbe-Sees im südöstlichen Djursland in Jütland in Dänemark ragt. Das flache Gelände war im Atlantikum Teil eines Fjordes, dessen Rest der Stubbe Sø (See) ist. 1962 entdeckte man in einem Sondierungsgraben eine steinzeitliche Siedlungsschicht und zwischen 1963 und 1965 auf einer Fläche von 350 m² und in und um die Schicht große Mengen von Tonscherben und Feuerstein aus dem Frühneolithikum. Das Ergebnis der C14-Datierung einer Probe aus einer Kohleschicht ergab das Datum 3310 v. Chr. Dies ist die bisher älteste neolithische Siedlung Dänemarks. Im Verlauf der Untersuchung wurde ein Grab gefunden, das auf einer eingeebneten Fläche lag, die bis auf den gewachsenen Boden abgegraben war.

## Das Erdgrab
Der Grabboden war ein horizontales, rechteckiges, beinahe West-Ost orientiertes Kalksteinpflaster mit einer Größe von 3,5 × 0,8 m. Auf jeder Langseite lagen zwei parallele Reihen von Steinen mit unterschiedlicher Regelmäßigkeit und an den schmalen Enden der Pflasterung wurden Steinstapel gefunden. Als das Pflaster aufgehoben war, wurden an beiden Ende ovale Gruben entdeckt, die mit ihren Längsachsen quer zum Pflaster lagen. Ihre Länge entsprach der Pflasterbreite. Die Ostgrube lag etwa 1,2 m unter dem Grabboden, während die Westgrube eine Tiefe von etwa 1,0 m aufwies. In beiden lagen an den Seiten flache Keilsteine. Die Gruben können nur als Fundamentgruben für Holzgiebel verstanden werden, die den Grabraum der die Form späterer Totenhütten hatte, an den Enden verschlossen. Vermutlich verband ein Firstbalken die beiden Giebel. Wahrscheinlich stützten die parallelen Steinreihen seitlich des Pflasters das Dach, das auf der inneren Reihe ruhte und durch die äußere gehalten wurde. Spuren eines Daches wurden zwischen den Reihen nicht gefunden. Das könnte bedeuten, dass das Dach nicht sehr kompakt war. Im Sand, der das Pflaster bedeckte, lagen Holzkohlefragmente. Eine C14-Analyse ergab ein Datum von 2900 v. Chr.
Nichts deutet darauf hin, dass das Grab von einem Hügel bedeckt war. Es handelt sich um ein relativ seltenes Erdgrab aus dem Frühneolithikum. Die gefundenen Objekte haben einen kulturellen Bezug zu früheren Funden aus dieser Zeit – der Topf ist z. B. den Funden im nahegelegenen Barkjær nahezu parallel. Die C14-Datierung scheint überraschend früh, aber eine entsprechende Datierung gilt auch für das englische Grab von Wayland’s Smithy, mit identischer Konstruktion. Es unterscheidet sich dadurch, dass es sich um ein Gemeinschaftsgrab für mindestens 14 Personen ohne Grabbeigaben handelt und dass es von einem kleinen Langhügel bedeckt war.

## Funde
Am westlichen Ende des Grabes lagen auf dem Pflaster Zahnschmelz und schlecht erhaltene Knochenfragmente. Unter dem größten – einem Unterarmfragment wurde eine verformte Kupferplatte gefunden. Ihre Länge betrug 59 mm, die Breite 26 mm, und die Dicke 0,8 mm. Sie hat eine leichte Riffelung entlang der Längsseiten. Etwas südlich der Knochenfragmente wurde ein Spiralring, aus einem Kupferband von etwa 0,3 mm Dicke und 10 mm Breite gefunden, vermutlich ein Fingerring. Etwa in der Mitte des Grabes lag ein sanduhrförmiges Bernsteinstück, das von seiner Form und Lage im Grab her als Gürtelteil gedeutet werden könnte. In der Mitte befindet sich eine Rille, die leicht abgenutzt erscheint. Am östlichen Ende, wurde ein Topf gefunden, der teilweise in die Vertiefung der nahen Fundamentgrube gerutscht war. Er verweist das Grab auf die Trichterbecherkultur (TBK). Das verzierte Ösengefäß ist etwa 20 cm hoch. Der Körper ist glatt und graubraun bis schmutzig gelb. Ein fragmentiertes Stück Bernstein, das sich zwischen dem sanduhrförmigen Bernstein und dem Topf befand, war ursprünglich fast rechteckig mit abgerundeten Ecken. Länge 60 mm, Breite 42 mm, Dicke 14 mm.
Trotz des Mangels an Skelettmaterial kann die Position des Skeletts bestimmt werden. Es lag auf der rechten Seite mit dem Gesicht nach Süden. Eine Hand liegt vor dem Gesicht (Kupferring), die andere entweder über oder unter dem Hals (Knochenfragment über der Kupferplatte). Unter der Annahme, dass das sanduhrförmige Stück Bernstein ein Gürtelverschluss ist, wurde die Leiche bekleidet begraben. Kein Knochenfragment ist verbrannt. Beim Verbrennen des Grabdachs, muss die Feuertemperatur relativ gering gewesen sein oder die Toten müssen mit einer Sandschicht bedeckt gewesen.